# زهان (زیرکوه)
زهان شهری است در استان خراسان جنوبی. این شهر در بخش زهان از توابع شهرستان زیرکوه قرار دارد. این روستا ابتدا به‌نام «زه‌آب» بوده یعنی محل جوشش آب که به‌تدریج به تغییر لهجه به‌اسم زهان درآمده است. عمده درآمد اهالی این منطقه از طریق کشاورزی است که زرشک بیشترین سطح زیر کاشت را به خود اختصاص داده است.
جمعیت این شهر در سال ۱۳۸۵ برابر ۷۰۷ نفر گزارش شده است.
قدمت تاریخی این شهر به دوران پیش از اسلام برمی گردد. بازار زهان در حدود سیصد سال پیش در منطقه شهرت داشته است و تا صد سال پیش اهمیت آن در جنوب خراسان بیشتر از قاین و بیرجند بوده است. کتاب زهان؛ دیار یاقوت سرخ اثر دکتر علی‌اکبر عباسی، عضو هیئت‌علمی گروه تاریخ دانشگاه اصفهان، منبعی مهم و مفید دربارهٔ تاریخ و فرهنگ این منطقه است.

## جمعیت
برپایهٔ سرشماری عمومی نفوس و مسکن در سال ۱۳۹۵ جمعیت این شهر ۱٬۱۱۸ نفر (در ۲۹۰ خانوار) بوده است.